# Monceau-en-Ardenne
Pour les articles homonymes, voir Monceau.
Monceau-en-Ardenne (en wallon Moncea-e-l'-Årdene) est une section et un village de la commune belge de Bièvre située en Région wallonne dans la province de Namur.
C'était une commune à part entière avant la fusion des communes de 1977. Elle s'appelait Monceau jusqu'en 1963.
En 1964, les anciennes communes de Bellefontaine et Petit-Fays sont fusionnées avec Monceau-en-Ardenne.

## Évolution démographique
- Source: DGS, 1831 à 1970=recensements population, 1976= habitants au 31 décembre
- 1970: Annexion en 1965 de Bellefontaine et Petit-Fays